# Arderawinny

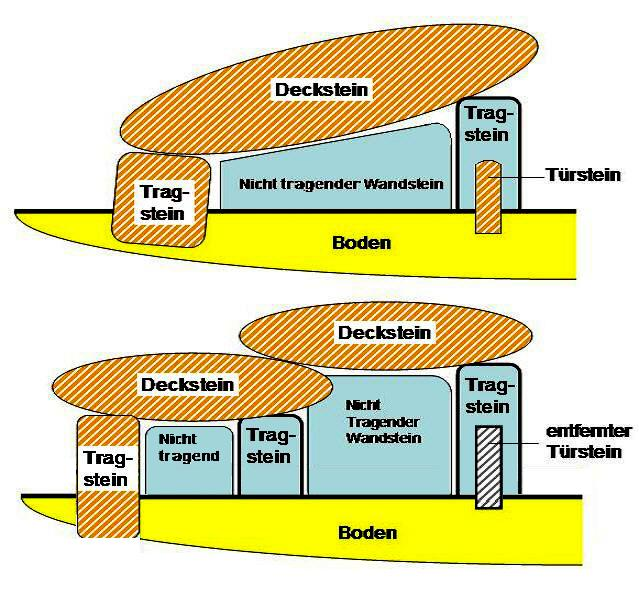
Schema Portal Tomb - Arderawinny entsp. dem oberen Bild

Das Portal Tomb von Arderawinny (irisch Ard Doire Mhuine; auch Carriganine Cromlech genannt) liegt auf einem kleinen ebenen Bereich etwa 300 m nördlich der R592 bei Toormore, (irisch An Tuar Mór) auf dem südlichen Teil der Mizen-Halbinsel im County Cork in Irland. Als Portal Tombs werden Megalithanlagen auf den Britischen Inseln bezeichnet, bei denen zwei gleich hohe, aufrecht stehende Steine mit einem Türstein dazwischen, die Vorderseite einer Kammer bilden, die mit einem zum Teil gewaltigen Deckstein bedeckt ist.
Die West-Ost orientierte Struktur neigt sich nach Süden. Die etwa 2,0 m lange, 0,8 m schmale Kammer, wird von zwei überlappenden Decksteinen (etwa 3,0 m × 2,5 m und 2,0 m × 1,5 m) bedeckt. Der Zugang des Portal Tombs liegt im Westen und wird von zwei Portalsteinen von etwa 1,5 m Höhe und einem großen Türstein von 1,0 m Höhe markiert. Die Seiten und die Rückseite der Kammer bestehen aus etwa 2,0 m langen und 1 m hohen Steinen und die gesamte Struktur liegt in einem niedrigen, ovalen, etwa 10 m langen und 8,0 m breiten Hügel, dessen Reste vor allem im Westen und Norden sichtbar sind.
Das Wedge Tomb von Altar liegt weiter westlich. An der Südseite der Straße R591 von Schull nach Goleen liegt das Wedge Tomb von Toormore.